# Centro Universitário Ingá
O Centro Universitário Ingá - UNINGÁ é uma instituição de ensino superior com sede na cidade de Maringá, Paraná, Brasil.  Oferta cursos de graduação presenciais e à distância, além de pós-graduações lato sensu e stricto sensu.
No âmbito da pós-graduação stricto sensu, a Uningá possui um Programa de Mestrado em Odontologia e diversos cursos de Especialização (lato sensu) e oferece cursos na modalidade EaD em várias áreas do conhecimento, em diversos polos por todo o Brasil.
A infraestrutura da Uningá é constituída de um campus e de três fazendas-escola, de Núcleo Experimental Agronômico integrado ao campus, de diversos laboratórios de estudos e desenvolvimento científico e de clínicas nas diferentes áreas da saúde com atendimento ao público, além do Hospital Memorial Uningá, unidades II e II, e do Hospital Veterinário Uningá.